# デトロイト・ファルコンズ
デトロイト・ファルコンズ (Detroit Falcons) は、かつてアメリカ合衆国ミシガン州デトロイトに存在したBAA（NBAの前身）のバスケットボールチーム。BAA初年度の1946-47シーズンに参加し、20勝40敗の戦績を残したがシーズン終了後に解散した。チームのエースを務めていたスタン・ミアセックは同年に初代オールBAA1stチーム入りを果たしている。この後1957年にフォートウェイン・ピストンズがデトロイトに移転するまで、デトロイトにはNBAチームが存在しなかった。